# Waldemar Costa Filho
Waldemar Costa Filho (Juiz de Fora, 3 de junho de 1923 — Mogi das Cruzes, 26 de abril de 2001) foi um empresário e político brasileiro, exerceu o cargo de Prefeito de Mogi das Cruzes por 4 mandatos consecutivos. É pai do ex-deputado federal Valdemar Costa Neto.

## Biografia
Waldemar Costa Filho chegou a Mogi das Cruzes em 1942 para trabalhar na Mineração Geral do Brasil; na década de 1960, tornou-se empresário no setor de transportes.
Foi prefeito de Mogi das Cruzes por quatro mandatos. Lançou-se na política em 1958, elegendo-se prefeito pela primeira vez em 1968, quando decidiu interligar Mogi à Via Dutra, criando a Mogi-Dutra. A partir daí, com verbas municipais, abriu uma estrada que recolocaria a cidade e parte da Região Leste da Grande São Paulo em contato. De volta à Prefeitura, em 1976, 1989 e 1997 e secretário de abastecimento na gestão de Paulo Maluf na prefeitura de São Paulo (1993-1996), lembrado por ele como um dos amigos mais fiéis. Por causa de seu cargo, foi ouvido pela Polícia Civil de São Paulo durante as investigações do frangogate, um caso de compra de frangos pela prefeitura de São Paulos de empresas ligadas a família de Maluf.
Foi o responsável pela construção do centro cívico na cidade de Mogi das Cruzes,[carece de fontes?] um verdadeiro divisor de águas na história do Município já que o centro da cidade é um local dotado de ruas estreitas e dificuldade no trânsito de veículos e pedestres e a transferência da Prefeitura e de diversos órgãos para as proximidades do bairro do Socorro significou um novo eixo de desenvolvimento para a cidade, fato comprovado pela instalação do único centro de shopping center da cidade e pelo bairro da Vila Oliveira, considerados pontos nobres de moradia e comércio. Foi também responsável pela construção da rodovia e Mogi-Bertioga (Rodovia Dom Paulo Rolim Loureiro), principais ligações rodoviárias da cidade.[carece de fontes?]